# Giulio Cesare Procaccini
Giulio Cesare Procaccini (Bologna, 30 maggio 1574 – Milano, 14 novembre 1625) è stato un pittore e scultore italiano. È considerato tra i massimi esponenti della scuola barocca lombarda.

## Biografia

### Gli esordi in scultura e pittura
Nato a Bologna nel 1574, quinto figlio del pittore Ercole Procaccini il Vecchio e fratello di Camillo e Carlo Antonio, entrambi pittori, si trasferì a 11 anni con la famiglia a Milano, chiamati da Pirro I Visconti Borromeo nel cantiere della Villa Visconti Borromeo di Lainate. Cominciò a lavorare nel 1590 alla Veneranda Fabbrica del Duomo di Milano. Veniva da una dinastia di pittori, che a Bologna aveva rappresentato una via alternativa a quella dei Carracci. Quando il ruolo di questi ultimi diviene dominante a Bologna, i Procaccini si spostano a Milano, città che nel clima controriformistico impostato da Federico Borromeo era diventata un centro di elaborazione delle nuove forme nel campo delle arti figurative.
Giulio Cesare esordisce nel campo dell'arte come scultore, e di questa sua prima fase sono varie opere in Santa Maria dei Miracoli a Milano (Angeli reggicorona per la statua della Madonna dei Miracoli di Annibale Fontana). Verso il 1600 passò alla pittura, il motivo di questo cambiamento non è noto; molti tendono ad attribuirla a un viaggio di formazione a Roma, Venezia e Parma, o a un soggiorno di studio a Parma all'inizio del Seicento che ne avrebbe profondamente modificato l'iniziale asprezza lombarda dello stile. Le sue prime imprese pittoriche sono le pale con la Pietà e il Martirio di Nazaro e Celso nella Chiesa di Santa Maria presso San Celso.

### Le grandi commissioni e l'affermazione a Milano e Genova
Tra le prime grandi commissioni si registrano nel 1605 le tele per il Tribunale di provvisione, oggi conservate presso la Pinacoteca del Castello Sforzesco, in cui è evidente lo stile caratteristico del tardo manierismo lombardo del Cerano e del fratello Camillo.
Nelle sue opere successive diviene sempre più evidente invece l'influenza di importanti artisti emiliani come il Correggio o il Parmigianino oltre che le vigorose suggestioni dell'arte di Rubens. In particolare questa evoluzione si può notare nelle prestigiose commissioni seguenti al 1610, quali i teleri per la serie dei Quadroni per il Duomo di Milano con i Fatti della vita del Beato Carlo Borromeo, le opere per la Cappella Acerbi in Sant'Antonio Abate, ed il celebre Sposalizio mistico di santa Caterina di Brera. Con queste opere si impone come figura eminente nel panorama pittorico milanese insieme al Cerano.

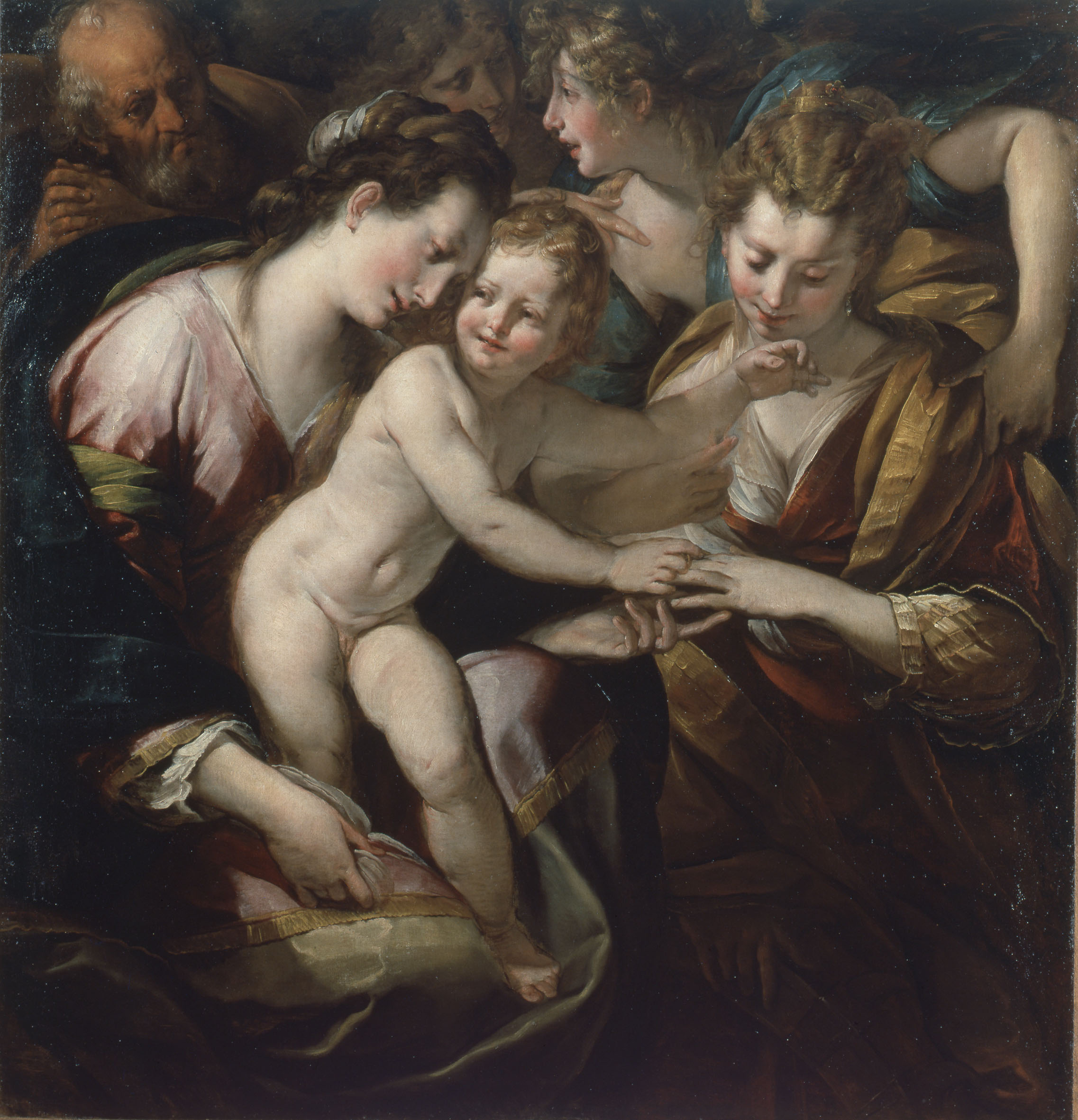
Sposalizio mistico di santa Caterina, Pinacoteca di Brera di Milano

Nel 1619, insieme al fratello Camillo, lavorò a Torino per i principi di casa Savoia. Importante anche il suo soggiorno genovese, ospite dell’illustre mecenate Giovanni Carlo Doria, che arrivò a commissionargli oltre novanta sue opere, dal 1611 fino al 1622. Giovanni Carlo acquistò dal pittore anche la serie dei Dodici apostoli, quattro dei quali successivamente confluiti nella collezione Brignole-Sale (San Matteo apostolo; San Paolo apostolo; San Simone (o San Giuda) apostolo; San Tommaso apostolo) ed oggi conservati nei Musei di Strada Nuova. Per il capoluogo ligure esegue tra le altre opere l'Ultima Cena per la Santissima Annunziata del Vastato (dipinto posto nella controfacciata), del quale è importante anche il bozzetto, per l'influsso da esso avuto presso i pittori locali (a cominciare dallo Strozzi) per il suo modo di sfilacciare la pennellata. Nel 1620 per la Chiesa di Santa Maria di Canepanova a Pavia dipinge due tele raffiguranti  Debora che fa radunare l'esercito  e  Rachele con Giacobbe al pozzo e, sempre nella stessa città, L’Estasi di Santa Teresa per la chiesa di Santa Maria delle Grazie.
Nel Duomo di Lodi è presente una Madonna della neve che appare a papa Liberio.

### Le ultime opere
Lo stile delle sue ultime opere, indicativamente quelle dipinte dopo il 1620, perde quell'eleganza atmosferica che lo aveva contraddistinto per farsi sempre più scultoreo e manieristico, come si nota ad esempio, nel Caino che uccide Abele del 1623 (Torino, Pinacoteca Albertina).
Insieme al Cerano e al Morazzone, con cui firma il famoso Quadro delle tre mani, Giulio Cesare Procaccini è uno dei più importanti artisti lombardi della prima metà del Seicento.
L'ultimo suo quadro, l'Autoritratto dipinto nel 1624 e oggi conservato a Pinacoteca di Brera, è un capolavoro di intensa e malinconica espressività che ne sigla nel modo più alto tutta l'opera. A 50 anni l'artista vi appare precocemente invecchiato.
Morì l'anno dopo a Milano, il 14 novembre 1625. Fu sepolto nella tomba di famiglia nella Chiesa di Sant'Angelo.

## Galleria d'immagini

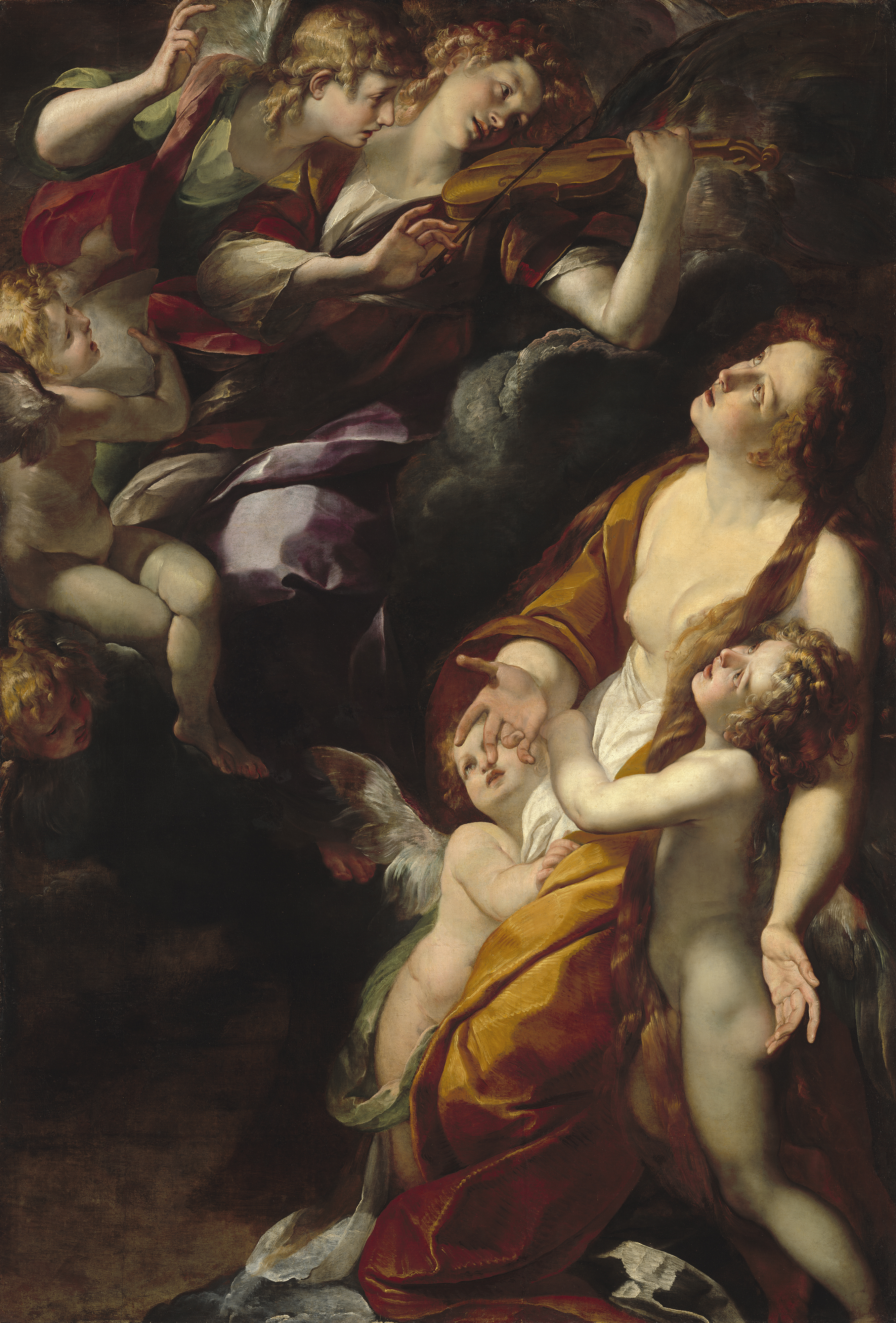
Estasi della Maddalena, 1620, Washington, National Gallery of Art
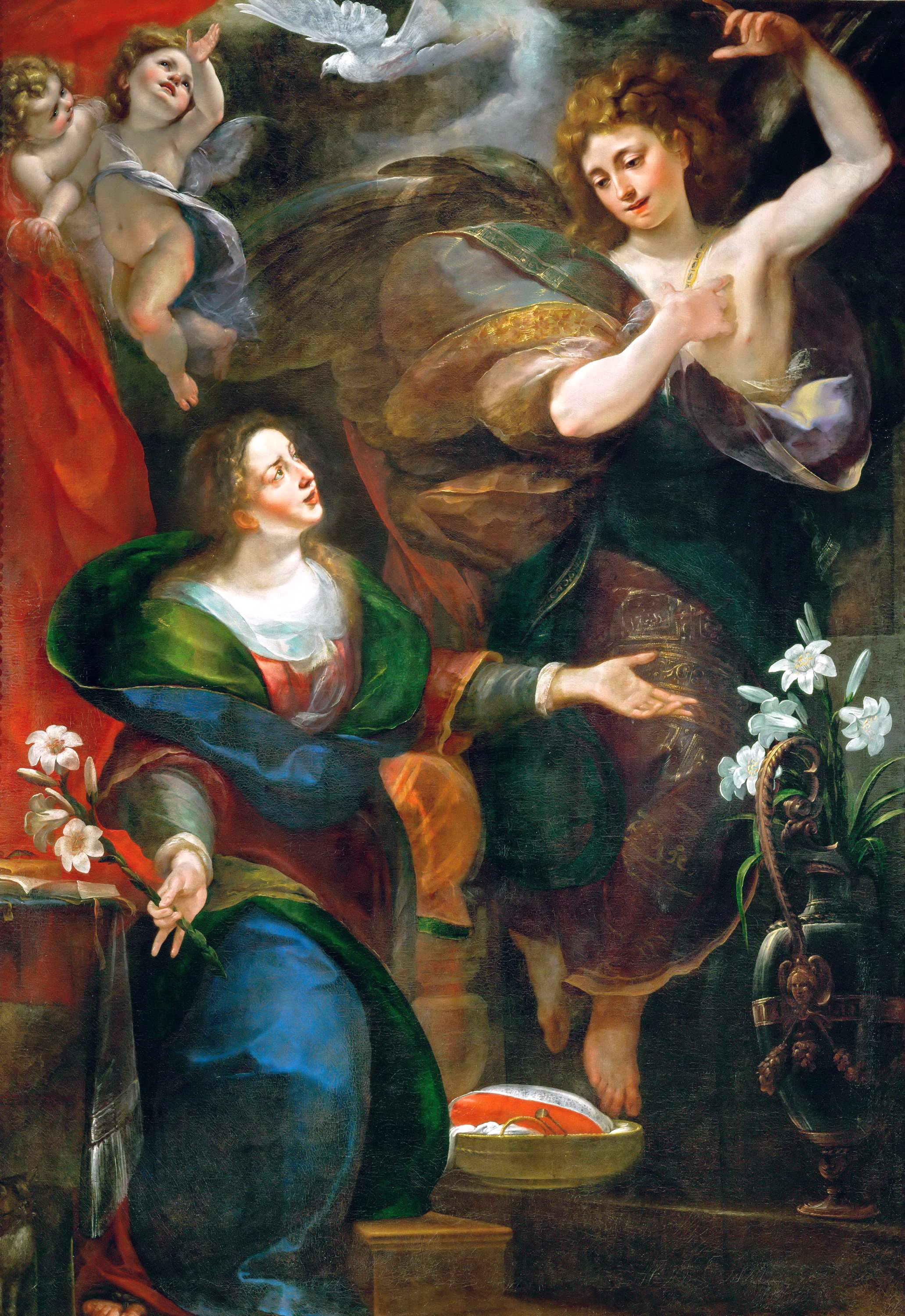
Annunciazione (Louvre)
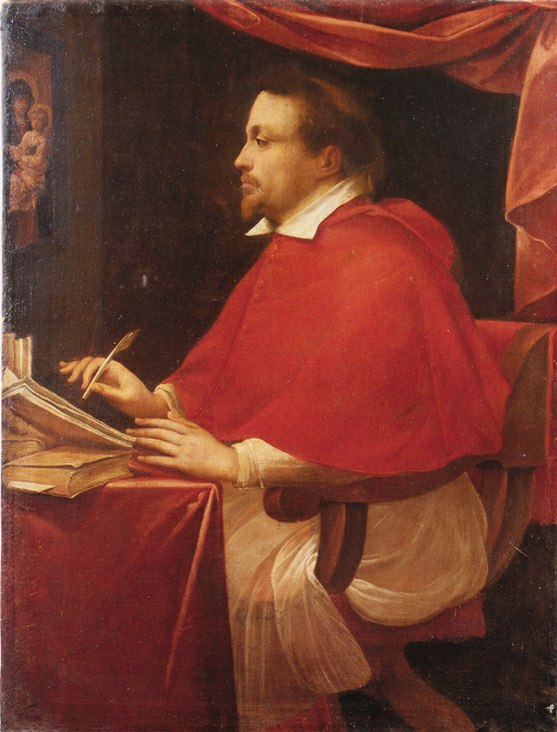
Ritratto del cardinale Federico Borromeo (1610). Milano, Museo Diocesano
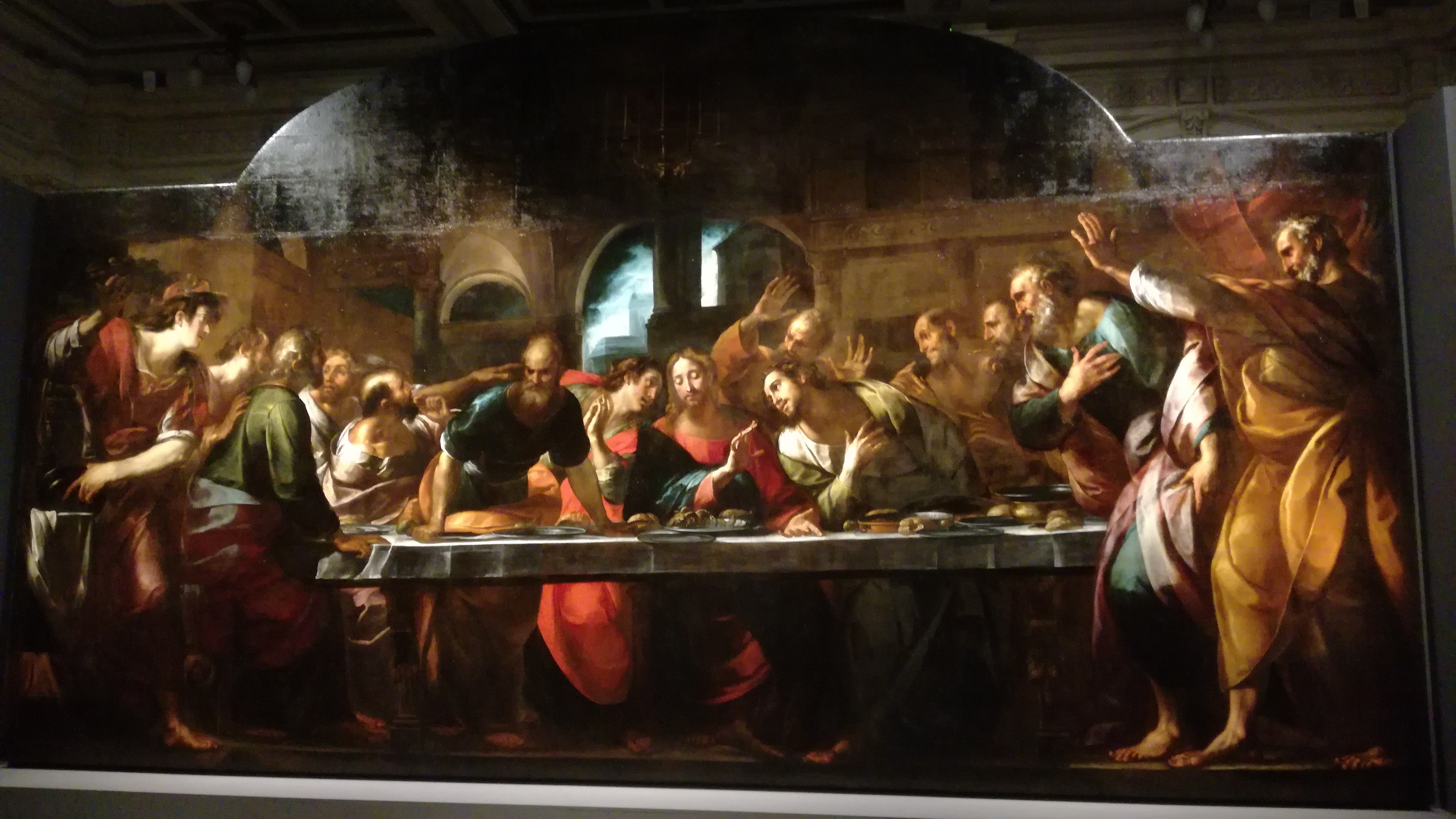
Ultima cena,1618, Genova, Basilica della Santissima Annunziata del Vastato
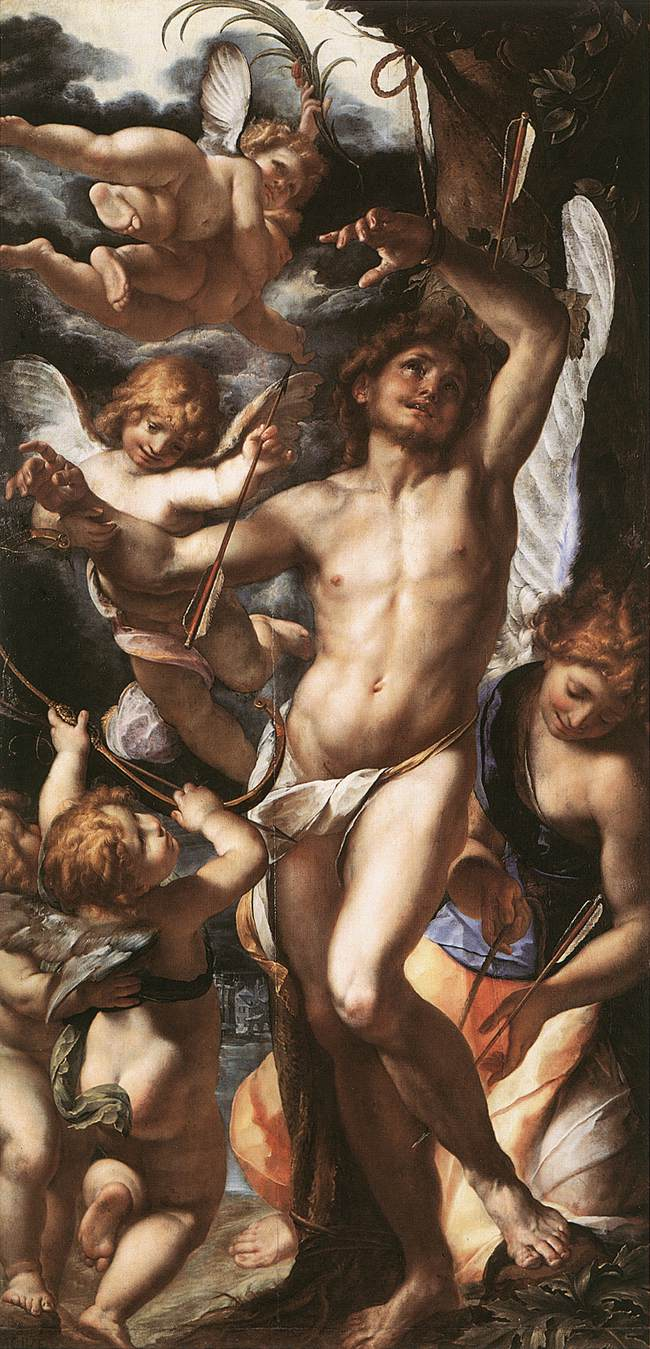
San Sebastiano curato dagli angeli, 1612, Bruxelles, Musée Royaux des Beaux-Arts
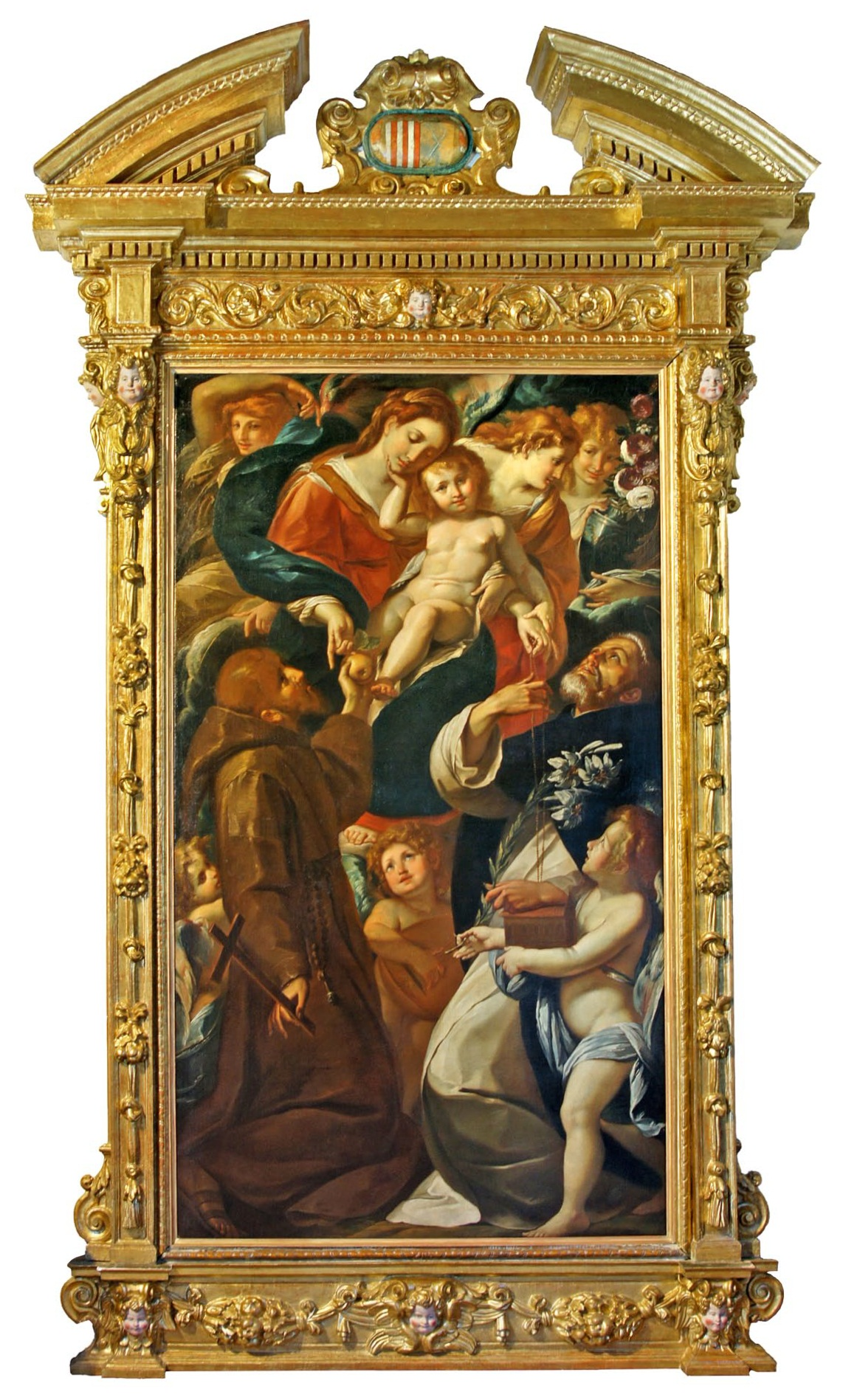
Madonna del Rosario con Bambino, San Francesco, San Domenico e angeli, 1612, Corbetta, Museo del Santuario Arcivescovile della Beata Vergine dei Miracoli
San Matteo apostolo, Musei di Strada Nuova, Genova

## Opere

### Scultura
- Cariatidi per l’altare di S. Giuseppe del Duomo di Milano
- coppia di Angeli in marmo reggicorona sulla statua dell'Assunta, Chiesa di Santa Maria presso San Celso
- rilievi marmorei raffiguranti la Visitazione e la Natività della Vergine, facciata di Santa Maria presso San Celso
- Evangelisti, 1597, cappella del Ss. Sacramento del Duomo di Cremona
- gruppo in legno dorato dell'Angelo custode, Museo civico di Cremona

### Pittura
- decorazione a fresco e a stucco, pale con la Pietà, 1604, e Martirio di Nazaro e Celso, 1606, Chiesa di Santa Maria presso San Celso[5]
- Trasfigurazione con tre santi martiri, Milano, Pinacoteca di Brera
- Vergine, il Bambino e i ss. Pietro e Paolo, 1605, parrocchiale di Domaso.
- tele per il Tribunale di provvisione, S. Sebastiano, S. Barnaba, Presentazione a Costantino delle reliquie della Passione, oggi conservate presso la Pinacoteca del Castello Sforzesco
- sei quadroni con i Miracoli di san Carlo (1610, Milano, Duomo)
- trittico con Annunciazione, Visitazione e Sacra Famiglia nella fuga in Egitto, 1609, per la cappella del senatore Ludovico Acerbi in S. Antonio Abate dei Teatini

- Incoronazione della Vergine coi santi Giuseppe e Francesco, 1604-1607 circa, olio su tavola, 38 x 28 cm, Los Angeles, J. Paul Getty Museum.
- Sacra Famiglia, 1610 circa, olio su tavola, 56 x 73 cm, San Pietroburgo, Ermitage.
- San Sebastiano curato dagli angeli, 1610-1612, olio su tavola, 285 x 139 cm, Bruxelles, Musée Royaux des Beaux-Arts[6].
- Madonna del Rosario con san Francesco e san Domenico 1612, Corbetta (MI), Museo del santuario arcivescovile della Beata Vergine dei Miracoli di Corbetta
- Madonna del Rosario con san Francesco e san Domenico, 1612, New York Metropolitan Museum[7]
- Madonna col Bambino e i santi Fermo e Rustico, 1615, Chiesa dei Santi Fermo e Rustico, Caravaggio.
- L’arcivescovo Carlo Borromeo porta in processione il Sacro Chiodo, 1616, 229x158, olio su tela, S. Maria Assunta a Orta
- Madonna Immacolata e Sant'Antonio, 215x135, olio su tela, chiesa parrocchiale di San Rocco, Miasino sul lago d'Orta
- Circoncisione, 193x127, olio su tela, monastero delle Orsoline, Miasino
- Santi Carlo, Antonio Abate e Rocco, 240x179, olio su tela, monastero delle Orsoline, Miasino
- Madonna del Rosario, 500x290, olio su tela, chiesa di San Pietro al Rosario, Novara
- Salomè con la testa del Battista, olio su tela, collezione Borromeo, Isola Bella (Stresa)
- Circoncisione di Gesù con s. Ignazio e s. Francesco Saverio, Galleria Estense, Modena
- Transito della Vergine, Pinacoteca Ala Ponzone di Cremona
- Flagellazione, Milano, Chiesa di Santa Maria della Passione
- Sposalizio della Vergine, dipinto per la Steccata entro il 1617, olio su tela, 375 x 227 cm, Parma, Galleria Nazionale
- Caino e Abele, Gallerie dell’Accademia Albertina di Torino
- Rachele e Giacobbe, Chiesa di Santa Maria di Canepanova, Pavia
- Dodici apostoli, per Giovanni Carlo Doria, di cui sette ai Musei di Strada nuova di Genova
- Estasi della Maddalena, 1616-1620, olio su tela, 216 x 146 cm, Washington, National Gallery of Art[8].
- Ecce Homo, 1616-1620, olio su tela, 235 x 166 cm, Dallas, Museum of Art.
- San Matteo apostolo; San Paolo apostolo; San Simone (o San Giuda) apostolo; San Tommaso apostolo, 1621 circa, olio su tela, Genova, Palazzo Rosso
- Agonia di San Giuseppe, 1616-1625, olio su tela,450 x 300 cm, Milano, Santuario di San Giuseppe
- Cattura di Cristo, 1617 circa, olio su tela, 211 x 142 cm, Montecarlo, Palazzo Borromeo.
- Pietà, 1620 circa, olio su tela, 146 x 124,5 cm, Milano, Museo Diocesano.
- Sacra Famiglia con san Giovanni Battista e un angelo, 1620-1625 circa, olio su tela, 157 x 107,5 cm, San Pietroburgo, Ermitage.
- Ultima cena (Genova, Basilica della Santissima Annunziata del Vastato) opera realizzata su una tela di 40 metri quadrati.
- Sposalizio mistico di santa Caterina (circa 1615, Milano, Pinacoteca di Brera)
- Maddalena penitente (Milano, Pinacoteca di Brera)
- Martirio delle sante Rufina e Seconda, detto Quadro delle tre mani, 1620 e il 1625, Milano, Pinacoteca di Brera
- L’Estasi di Santa Teresa, 1626, Chiesa di Santa Maria delle Grazie, Pavia[9]
- Betsabea al bagno (Pergola, Palazzo comunale)
- Incoronazione della Vergine coi santi Francesco e Giuseppe (Los Angeles, Getty Museum)
- Autoritratto, Milano, Pinacoteca di Brera